# En prinsessas dagbok 2 – kungligt uppdrag
En prinsessas dagbok 2 – kungligt uppdrag (engelska: The Princess Diaries 2: Royal Engagement) är en amerikansk långfilm från 2004 i regi av Garry Marshall. Filmen är en uppföljare till En prinsessas dagbok från 2001.

## Handling
Prinsessan Mia kommer till det lilla kungadömet Genovien och fortsätter sina lektioner i att bli drottning. Det finns dock en tronpretendent: viscount Mabrey vill att hans brorson Nicholas skall ta över kronan och hänvisar därför till en lag som säger att en kronprinsessa måste gifta sig innan hon kan ta över tronen. Parlamentet ger därför Mia 30 dagar på sig att gifta sig.

## Rollista
| Anne Hathaway     | – Mia Thermopolis             |
| Julie Andrews     | – Drottning Clarisse Renaldi  |
| Hector Elizondo   | – Joe                         |
| John Rhys-Davies  | – Viscount Mabrey             |
| Heather Matarazzo | – Lilly Moscovitz             |
| Chris Pine        | – Nicholas Devereaux          |
| Callum Blue       | – Andrew Jacoby               |
| Kathleen Marshall | – Charlotte Kutaway           |
| Tom Poston        | – Lord Palimore               |
| Joel McCrary      | – Premiärminister Motaz       |
| Kim Thomson       | – Reporter Elsie Penworthy    |
| Raven-Symoné      | – Asana                       |
| Larry Miller      | – Paolo                       |
| Caroline Goodall  | – Helen Thermopolis O'Donnell |
| Sean O'Bryan      | – Patrick O'Donnell           |
| Abigail Breslin   | – Carolina                    |